# オウサマゲンゴロウモドキ
オウサマゲンゴロウモドキ（Dytiscus latissimus）は、コウチュウ目オサムシ亜目ゲンゴロウ科ゲンゴロウ亜科ゲンゴロウモドキ属に分類される水生昆虫の一種。
ヨーロッパに分布する希少種で、現存するゲンゴロウ類としては世界最大種である。

## 特徴
体長は日本のゲンゴロウ（ナミゲンゴロウ）より一回り大きい36 - 44 mmである。本種は腹部が大きく張り出し、ゲンゴロウより体幅があるほか、他のゲンゴロウ類と比べても厚みがある。
背面は深緑色で、黄色い縁がある。メスの上翅にはゲンゴロウモドキ属の特徴である縦溝があるが、オスは縦溝がなく、濃緑色の翅に光沢がある。

## 分布
北ヨーロッパ・中央ヨーロッパ諸国に分布する。オーストリア・ベラルーシ、ボスニア・ヘルツェゴビナ、チェコ共和国・デンマーク・フィンランド・イタリア・ラトビア・ノルウェー・ポーランド・ロシア連邦・スウェーデン・ウクライナの各国に現存する。一方でベルギー・フランス・ドイツ・ルクセンブルク・オランダの各国では絶滅したと考えられるほか、クロアチア・ハンガリー・ルーマニア・スロバキア・スイスでも絶滅した可能性がある。

## 生態
巨大な湖・水深が深く植物の多い池などに生息するが、生態は不明点が多い。
生息地の水温は約15℃程度で、野生個体のメスは交尾後に水温0℃程度の冷水中で過ごすことにより体内の卵を成熟させると考えられている。成虫は水中の水草などに産卵し、卵から孵化した幼虫は約1か月ほどで蛹化する。産卵 - 羽化までの期間は不明だが、本種と同じゲンゴロウモドキ属に属するシャープゲンゴロウモドキ D. sharpi （約2か月）より長期間と考えられている。
日本国内に生息するゲンゴロウ類の幼虫は主に小魚（メダカなど）・オタマジャクシを餌とするが、本種幼虫は主にトビケラの幼虫を好んで捕食する特異な食性を持ち、特に1齢幼虫が成長するためにはトビケラの仲間 Limnephilidae （エグリトビケラ科）の昆虫の幼虫を摂食することが必要となる。2齢幼虫になるとオタマジャクシも食べるようになり、3齢幼虫にまで成長すればトンボ科の幼虫（ヤゴ）も摂食できるようになるが、全幼虫期を通じてトビケラ幼虫を最も多く摂食し、孵化 - 蛹化までに1頭の幼虫が捕食するトビケラの幼虫は100頭以上と推測される。2019年11月時点で代用の餌は確立されていない。
成虫の寿命は約2 - 3年である。

## 保全状況
1980年代以降は宅地化・気候変動などの影響で減少傾向にあり、2019年時点で国際自然保護連合（IUCN）が発行したレッドリストでは危急種（日本の環境省レッドデータブックでは絶滅危惧II類に相当）に選定されている。ワシントン条約では保護対象種として選定されていないが、ヨーロッパの野生生物と自然生息地の保全に関するベルヌ条約では保護動物リストに選定されているほか、分布地の大半で採集禁止など保全対策が取られている。

## 人間との関わり
本種は幼虫がトビケラを主食とすることが知られているが、大量のトビケラを現地で集めることは非常に困難である。トビケラは生息地ごとに生態が異なるため、原産国の北欧以外で飼育する際には餌の確保が課題だが、本種の繁殖目的でトビケラを大量に捕獲することはその地域の生態系の破壊につながることが懸念される。
高度な水生昆虫飼育技術を有する水族館・昆虫館がある日本で代用食を開発することができれば、本種の域外保全・生態の研究機会増加や原産国（ヨーロッパ各国）における飼育繁殖の難易度を低下させられることなどが期待される。そのため、2019年11月16日からはゲンゴロウの飼育・繁殖経験が豊富なアクアマリンいなわしろカワセミ水族館（福島県耶麻郡猪苗代町）・石川県ふれあい昆虫館（石川県白山市）・北杜市オオムラサキセンター（山梨県北杜市）の3館で本種の保全に向けた飼育・展示が開始された。生息国・ラトビアにあるラトガレ動物園（Latgale Zoo）勤務の博士Valerijs Vahrusevs と日本国内における希少ゲンゴロウ類の研究者・小野田晃治の協力により、ラトビア政府から生体捕獲・輸入の許可を取り付けて実現したもので、生体の国内輸入はこれが初めてである。今後は3館で互いに情報を共有しながら飼育・研究を進める方針で、2020年3月には3館それぞれで産卵が、同年4月には北杜市オオムラサキセンター・石川県ふれあい昆虫館でそれぞれ孵化が確認された（いずれも日本国内では初）。その後、2020年6月には石川県ふれあい昆虫館にて国内初となる成虫（メス・同年4月18日に孵化した個体）の羽化が確認された。その後、オオムラサキセンター・アクアマリンいなわしろカワセミ水族館でも相次いで羽化まで育成することに成功した。
石川県ふれあい昆虫館では展示開始以降、沖縄県・千葉県など日本全国から本種を見ようと昆虫ファンが多く訪れるようになっている。

## ギャラリー

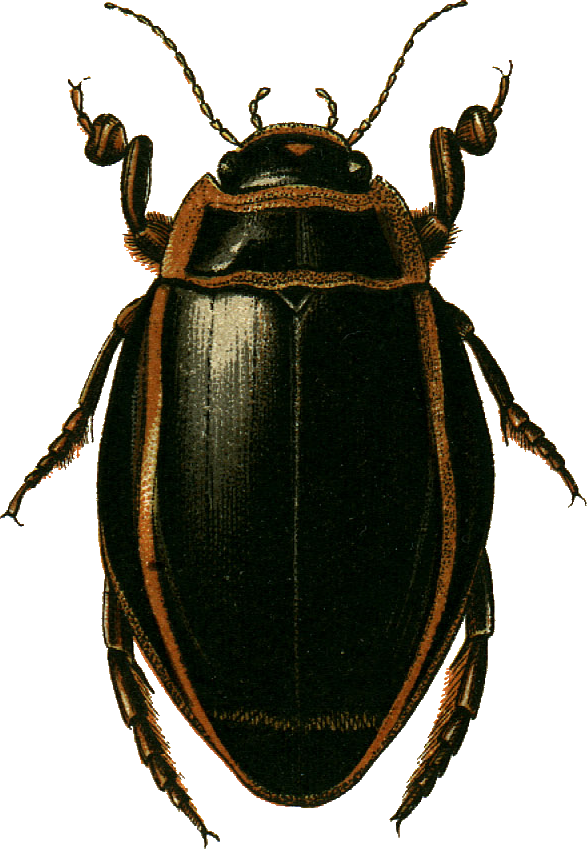
オウサマゲンゴロウモドキのオス成虫イラスト
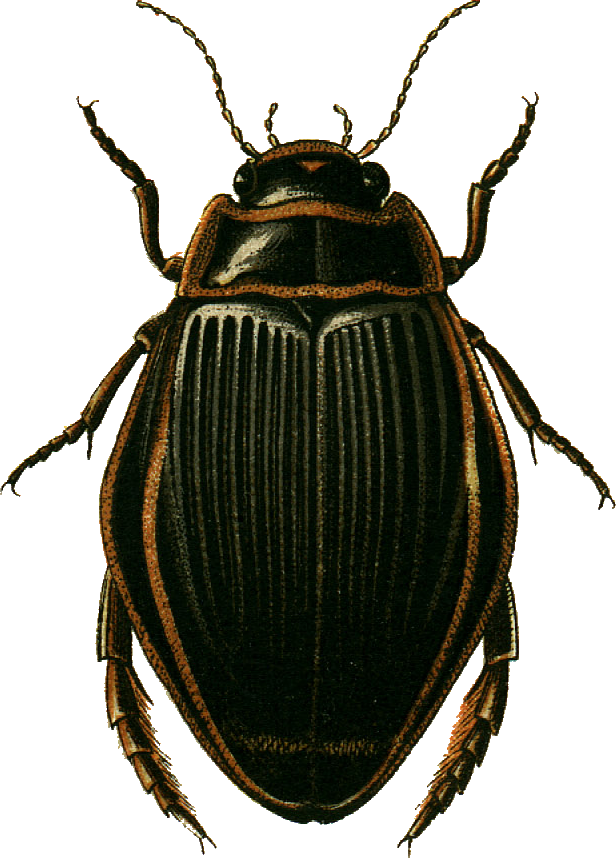
オウサマゲンゴロウモドキのメス成虫イラスト
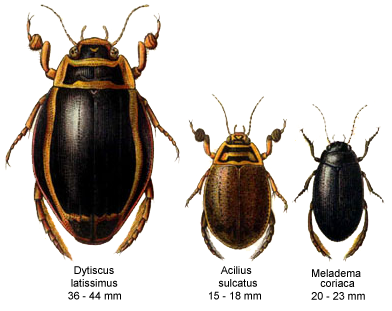
オウサマゲンゴロウモドキと小型のゲンゴロウ類2種の比較